# Binnenmilieu
Het binnenmilieu is het milieu in gebouwen of voertuigen en staat in tegenstelling tot het buitenmilieu. Beide kunnen een relevante invloed op de gezondheid hebben. Meestal wordt met binnenmilieu de lucht en zijn chemische bestanddelen bedoeld, maar het kan ook om bijvoorbeeld licht, straling of geluid gaan.

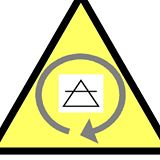
binnenverontreiniging

De binnenlucht is vaak veel meer vervuild dan de buitenlucht. Daarom speelt de kwaliteit van de binnenlucht een belangrijke rol in de levenskwaliteit. Voorbeelden van gevolgen van een slecht binnenmilieu zijn het ontstaan of verergeren van aandoeningen zoals astma, allergie, hoofdpijn, misselijkheid, vermoeidheid en irritatie van ogen, neus of keel. Bepaalde types binnenmilieuvervuiling kunnen tot verschillende soorten kanker en zelfs tot de dood leiden.

## Belang binnen- versus buitenmilieu

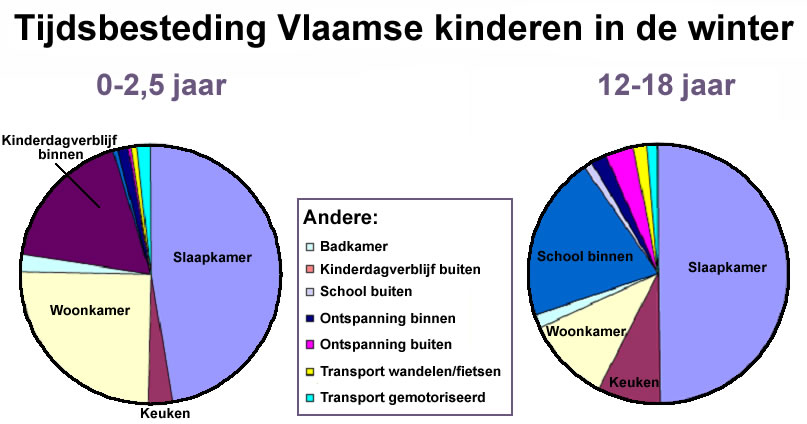
Schematisch overzicht van de locaties en tijdsbesteding van Vlaamse kinderen in de winter

De gemiddelde Vlaming of Nederlander brengt zo'n 85-90% van zijn tijd binnen door. Daarom wordt een goed binnenmilieu sinds enkele jaren als een belangrijke factor voor onze gezondheid gezien.
Uit Vlaams onderzoek bleek dat een volwassen persoon tussen de 18 en 64 jaar zelfs zo'n 91% van de tijd binnen doorbrengt, waarvan voor een werkend persoon zo'n 19% van de tijd in de werkomgeving.
Kleine kinderen, zieke mensen en ouderen vertoeven vaak nog veel langer binnen, zeker in de wintertijd. Zo blijkt uit onderzoek dat Vlaamse kinderen tussen 0 en 2,5 jaar al gauw meer dan 95% van de tijd binnen doorbrengen, waarvan de helft van hun tijd in de slaapkamer. Andere belangrijke locaties zijn de woonkamer, het kinderdagverblijf en de school. Thuis wordt amper buiten gespeeld in de winter. De belangrijkste buitenactiviteiten van kinderen vinden plaats tijdens de speeltijd op school.

## Oorzaken van een slecht binnenmilieu
De oorzaken van binnenmilieuproblemen zijn zeer divers en kunnen te vinden zijn in bijvoorbeeld vocht- en schimmelproblemen, slecht werkende verwarmingstoestellen, gebrekkige ventilatie en verkeerd materiaalgebruik bij nieuwbouw en renovatie.
Heel vaak ligt een combinatie van factoren aan de basis van binnenmilieuproblemen:
- de constructie van het gebouw (vb. gebruikte materialen),
- het gebruik van de faciliteiten (vb. verluchtings- of ventilatiemogelijkheden),
- de luchtkwaliteit buiten het gebouw (vb. in een drukke straat),
- bewonersgedrag (vb. roken, schilderen, klussen)

Een bekend voorbeeld van een binnenmilieuprobleem is intoxicatie met koolstofmonoxide. Dit is een potentieel dodelijke vergiftiging: in België zijn in 2009 1397 mensen slachtoffers gevallen, van wie er 35 gestorven zijn.

## Voorbeelden van bronnen van vervuiling in het binnenmilieu
- Chemisch: CO (koolstofmonoxide), asbest inclusief astbestcemente waterleidingen, formaldehyde, vluchtige organische stoffen, fijn stof, loodverf, loden waterleidingen, verbrandingsgassen (uit o.a. tabak, kachel, geiser, haard), passief roken, benzeen, enz.
- Biologisch: schimmel, huisstofmijt, allergenen van huisdieren, enz.
- Fysisch: geluid, straling, licht, temperatuur, enz.

## Binnenmilieu in de kinderopvang
In 2008 heeft de overheid in België laten onderzoeken wat de kwaliteit van het binnenmilieu in de kinderopvang is. Hiervoor werden er een 600-tal crèches bevraagd en in 25 crèches ook metingen uitgevoerd. Uit de resultaten bleek dat de kwaliteit van het binnenmilieu ondermaats is en dat er meer kennis van de problemen nodig is bij de verantwoordelijken van de kinderopvang. Zo bleek onder andere dat in 98% van de bevraagde kinderdagverblijven verkeerd verlucht werd in de winter.

## Binnenmilieu in de school
Omdat kinderen gevoeliger zijn voor vervuilende stoffen dan volwassen en omdat kinderen veel tijd doorbrengen op school, is al veel studie verricht naar de kwaliteit van het binnenmilieu in het onderwijs. Hieruit komt in het algemeen naar voor dat in zo'n 80% van de klassen van het basisonderwijs de luchtkwaliteit ondermaats is.
Zo blijkt uit Vlaams onderzoek uit 2009 dat voor PM (fijn stof), formaldehyde, andere aldehyden, benzeen, vluchtige organische stoffen en CO2 in een substantieel aandeel van de onderzochte klassen de Vlaamse richtwaarden uit het Binnenmilieubesluit (BS 19-10-2004) overschreden worden. Door betere luchtverversing steeg de luchtkwaliteit wel aanzienlijk. Hiervoor is het van belang dat de bestaande verluchtings- en ventilatiemogelijkheden voldoende worden benut door de gebruikers van de lokalen en dat de bronnen van vervuiling beperkt worden. Om de luchtkwaliteit in de klas te controleren, wordt heel vaak een CO2-meter gebruikt. Deze maakt de nood aan verluchting en verbeterde ventilatie zichtbaarder voor de gebruikers van het lokaal.